# Cabinet Schmidt I
Pour les articles homonymes, voir Cabinet Schmidt.
 (janvier 2023).
Si vous disposez d'ouvrages ou d'articles de référence ou si vous connaissez des sites web de qualité traitant du thème abordé ici, merci de compléter l'article en donnant les références utiles à sa vérifiabilité et en les liant à la section « Notes et références ».
RFA
Brandt II Schmidt II
Le cabinet Schmidt I (en allemand : Kabinett Schmidt I) est le gouvernement fédéral de la République fédérale d'Allemagne entre le 16 mai 1974 et le 14 décembre 1976, durant la septième législature du Bundestag.

## Historique du mandat
Dirigé par le nouveau chancelier fédéral social-démocrate Helmut Schmidt, précédemment ministre fédéral des Finances, ce gouvernement est constitué et soutenu par une « coalition sociale-libérale » entre le Parti social-démocrate d'Allemagne (SPD) et le Parti libéral-démocrate (FDP). Ensemble, ils disposent de 271 députés sur 496, soit 54,6 % des sièges du Bundestag.
Il est formé à la suite de la démission de Willy Brandt, au pouvoir depuis octobre 1969.
Il succède donc au cabinet Brandt II, constitué et soutenu par une coalition identique.

### Formation
Brandt, compromis dans l'affaire Guillaume et affaibli par des problèmes personnels, démissionne le 7 mai 1974 avec effet immédiat. Le vice-chancelier libéral-démocrate Walter Scheel exerce alors l'intérim de la direction du gouvernement fédéral. Le SPD, dont Brandt reste le président fédéral, choisi Schmidt pour prendre la suite de ce dernier à la chancellerie.
Le 16 mai, le président fédéral Gustav Heinemann propose Helmut Schmidt à l'investiture du Bundestag. Il l'emporte par 267 voix pour et 227 contre. Il forme immédiatement son premier cabinet de 15 ministres fédéraux, soit deux de moins que l'exécutif sortant. Les deux postes de ministre fédéral avec attributions spéciales sont effectivement supprimés. Le ministère fédéral des Postes est détaché du ministère fédéral de la Recherche et de nouveau réuni au ministère fédéral des Transports. Outre Hans Apel qui le remplace au ministère fédéral des Finances, Schmidt nomme quatre nouveaux ministres.

### Succession
Au cours des élections législatives fédérales du 3 octobre 1976, la CDU/CSU d'Helmut Kohl retrouve son rang de première force politique allemande mais échoue à six sièges de la majorité absolue. Bien que diminuée, la majorité sortante est reconduite. Elle peut donc constituer le cabinet Schmidt II.

## Composition
- Les nouveaux ministres sont indiqués en gras, ceux ayant changé d'attribution en italique.

| Fonction                                                                               | Nom | Nom                                           | Parti |
| -------------------------------------------------------------------------------------- | --- | --------------------------------------------- | ----- |
| Chancelier fédéral                                                                     |     | Helmut Schmidt                                | SPD   |
| Vice-chancelier Ministre fédéral des Affaires étrangères                               |     | Hans-Dietrich Genscher                        | FDP   |
| Ministre fédéral de l'Intérieur                                                        |     | Werner Maihofer                               | FDP   |
| Ministre fédéral de la Justice                                                         |     | Hans-Jochen Vogel                             | SPD   |
| Ministre fédéral des Finances                                                          |     | Hans Apel                                     | SPD   |
| Ministre fédéral de l'Économie                                                         |     | Hans Friderichs                               | FDP   |
| Ministre fédéral de l'Alimentation, de l'Agriculture et des Forêts                     |     | Josef Ertl                                    | FDP   |
| Ministre fédéral du Travail et de l'Ordre social                                       |     | Walter Arendt                                 | SPD   |
| Ministre fédéral de la Défense                                                         |     | Georg Leber                                   | SPD   |
| Ministre fédérale de la Jeunesse, de la Famille et de la Santé                         |     | Katharina Focke                               | SPD   |
| Ministre fédéral des Transports, des Postes et des Télécommunications                  |     | Kurt Gscheidle                                | SPD   |
| Ministre fédéral de l'Aménagement du territoire, des Travaux publics et de l'Urbanisme |     | Karl Ravens                                   | SPD   |
| Ministre fédéral des Relations intra-allemandes                                        |     | Egon Franke                                   | SPD   |
| Ministre fédéral de la Recherche et de la Technologie                                  |     | Hans Matthöfer                                | SPD   |
| Ministre fédéral de l'Éducation et de la Science                                       |     | Helmut Rohde                                  | SPD   |
| Ministre fédéral de la Coopération économique                                          |     | Erhard Eppler (jusqu’au 08/07/1974) Egon Bahr | SPD   |